# Lumumba (film)
Lumumba – francusko-belgijsko-niemiecko-haitański dramat biograficzny z 2000 roku w reżyserii Raoula Pecka.

## Fabuła
Film opowiada o pierwszym premierze Demokratycznej Republiki Konga, Patrisie Lumumbie. Fabuła skupia się na wizji zjednoczonej Afryki, którą chciał wprowadzić Lumumba, oraz na jego zamordowaniu wraz z ujawnieniem inspiratorów.

## Obsada
- Eriq Ebouaney – Patrice Lumumba
- Alex Descas – Joseph Mobutu
- Théophile Sowié – Maurice Mpolo
- Maka Kotto – Joseph Kasavubu
- Dieudonné Kabongo – Godefroid Munungo
- Pascal N’Zonzi – Moïse Tshombe
- André Debaar – Walter J. Ganshof Van der Meersch
- Cheik Doukouré – Joseph Okito
- Oumar Diop Makena – Thomas Kanza
- Mariam Kaba – Pauline Lumumba
- Rudi Delhem – Generał Emile Janssens
- Alain Bouillé – Pilot
- Mata Gabin – Helene Bijou
- Edgar Henri Mato – Minister
- Den Thatcher – Frank Carlucci

## Produkcja
Zdjęcia kręcono w Zimbabwe, Mozambiku (Beira) i Belgii.